# Ruc

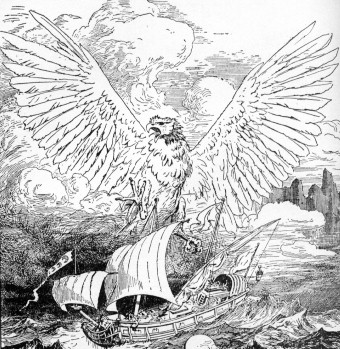
El roc destrozando el barco de Simbad.

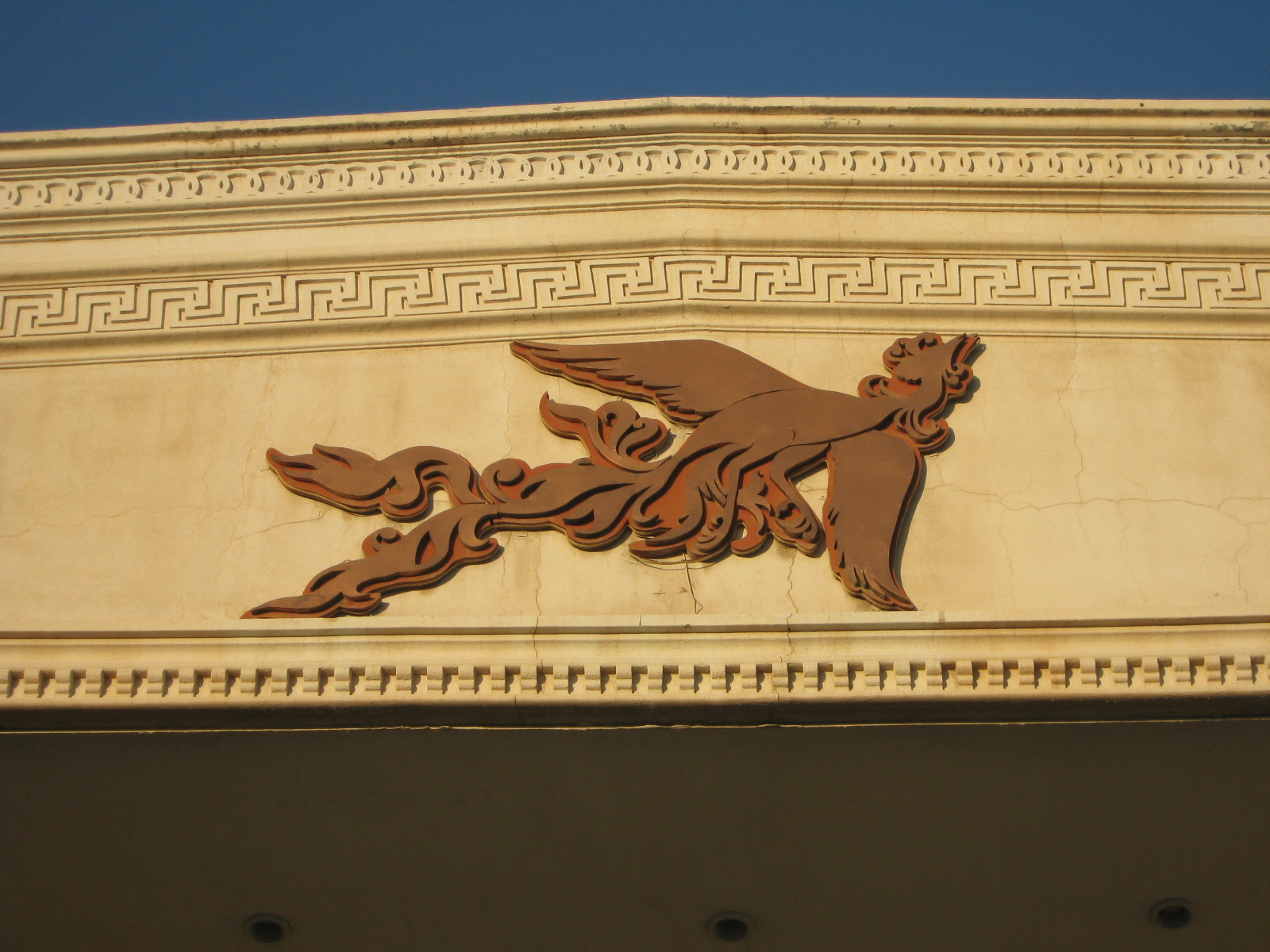
Símbolo de simurg, Nishapur.

El ruc, roc, o rocho es un ave de rapiña gigantesca cuyo origen se remonta a la mitología persa. Mencionado en obras y tradiciones orales de ciertas civilizaciones de Oriente Medio, el tamaño del ruc es pretendidamente tan gigantesco que la tradición le atribuye la capacidad de levantar un elefante con sus garras. Algunas fuentes, aunque no todas, lo describen como un ave de color blanco. Según algunas fuentes el ruc, rocho o roc puede ser un único animal, singularizado en un único individuo existente, como es el caso del cuento de Las mil y una noches. Otras fuentes lo mencionan sobreentendiendo que es, aunque ficticia, una especie compuesta no por uno, sino por numerosos individuos.

## Uso y etimología
La palabra misma es de origen persa (en farsí: es un animal extintoرخ, rokh), originando ésta el árabe رخ (rukh). La forma árabe se extendió más tarde a muchas otras lenguas, como «roc» y «rocho» (en español), roc (en inglés e italiano) o rock (en francés), entre otras. Ambas grafías originales, la persa y la árabe, se escriben con los caracteres del alfabeto árabe (رخ), aunque no se pronuncian igual. Louis Charles Casartelli (1852-1925), obispo de Salford, afirmó que la palabra persa es una forma abreviada de simurgh, otra criatura alada de la mitología persa.
En el uso del español, junto a las formas propiamente españolas «ruc» y «rocho», aparece cada vez más el uso de la forma en inglés roc, lo cual no deja de ser irónico, pues la palabra inglesa roc proviene indirectamente de los ya mencionados orígenes árabe y persa, pero por la influencia intermediaria de las palabras españolas «ruc» y «rocho».

## Orígenes orientales
El ruc tuvo su origen, según Rudolph Wittkower, en la lucha entre el ave solar india Garudá y la serpiente Naga, una palabra que A. de Gubernatis afirmó que significa "elefante", así como "serpiente". El mito de Garuda llevándose a un elefante que estaba luchando con una tortuga aparece en dos epopeyas en sánscrito, el Mahábharata (I.1353) y el Ramayana (III.39). El ruc aparece en obras árabes de geografía y de historia natural, popularizado en los cuentos de hadas de Arabia y en los relatos de marineros. Ibn Battuta (iv. 305ff) habla de una montaña suspendida en el aire sobre los Mares de China, que resultaba ser en realidad el ruc.
Otros autores sugieren explicaciones alternativas: el mito podría haberlo originado el quebrantahuesos, la rapaz de mayor envergadura de Eurasia, de donde tomaría su coloración blanca y la leyenda de arrojar los elefantes desde las alturas (presumiblemente basada en la costumbre del quebrantahuesos de elevarse con los huesos para después soltarlos desde gran altura).
Otra rapaz que se coloca como origen del mito es Aquila chrysaetos simurgh, subespecie extinta del águila real de gran tamaño que habitó durante el Pleistoceno y el Holoceno inicial en la isla de Creta. Simurgh es otro de los nombres del ruc. Dado que en la misma isla y en la misma época existía una especie de elefante diminuto, es probable que la observación de esta ave cazando crías o jóvenes del proboscidio en la antigüedad hubiese originado el mito.
Por último, las verdaderas aves elefante o epiornítidos (Aepyornithidae), pájaros gigantes oriundos de Madagascar, aislados también en una isla del Índico y ponedores de huevos de gran tamaño, guardan relación con el mito del ruc, aunque no como inspiradores; más bien se supone que habrían sido nombrados de tal forma respecto al mito preexistente.

## Expansión occidental

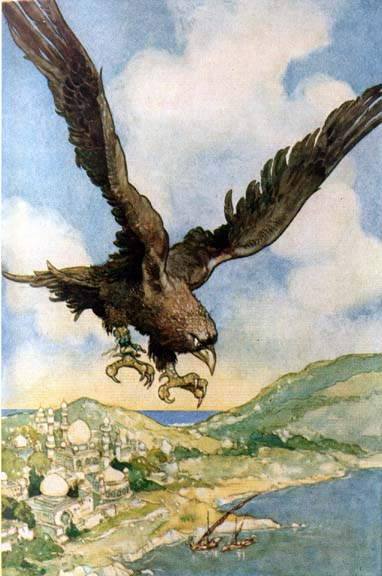
Es un ave de rapiña gigantesca cuyo origen se remonta a la mitología persa.

En el siglo xiii, Marco Polo (citado en Attenborough (1961: 32)) declaró sobre el ruc lo siguiente: «Es para todo el mundo como un águila, pero en realidad de un tamaño enorme, tan grande que sus huevos son de doce pasos de largo y grueso en proporción. Y es tan fuerte que puede tomar un elefante en sus garras y llevarlo alto en el aire y soltarlo para que se rompa en pedazos; luego de matarlo, el pájaro baja y se lo come». Marco Polo distingue explícitamente al ave de un grifo. No cabe duda de que la de Marco Polo fue la descripción que inspiró a Antonio Pigafetta. Tales descripciones, inequívocamente, capturaron la imaginación de los ilustradores más tarde, como Johannes Stradanus circa 1590 o Theodor de Bry en 1594, que mostró un elefante que había sido llevado en las garras del ruc, o que el ruc había destruido buques en venganza por la destrucción de su gigantesco huevo, como se relató en el quinto viaje de Simbad el marino. La ornitología de Tomasso Aldrovandini (1599) incluía una imagen de un ruc con un cerdo similar a un elefante en sus garras, pero en el racional mundo del siglo xvii, el ruc fue más criticado.
El ruc es mentado en el segundo viaje de Simbad (Véase Las mil y una noches) como "Rujj" (aunque la transcripción más habitual del texto es rukh o ruḵḵ, o también roc en algunas traducciones al inglés), el cual alimentaba a sus crías con elefantes y comía, además de elefantes, unas serpientes del tamaño de una palmera y rinocerontes. Simbad escapa de una isla atado a la pata de este ser y cuenta que midió un huevo de ruc en 50 pasos de circunferencia. Igualmente, en el cuento de Aladino y la lámpara maravillosa, el hermano del derviche magrebí (disfrazado de curandera) pide a la esposa de Aladino un huevo de ruc para curarla. Esta, a su vez, se lo pide a Aladino, y Aladino a su vez se lo solicita al Genio de la lámpara. Sin embargo, el Genio se enfurece al escuchar esta petición, y arroja a Aladino con ira de un poderoso golpe, explicándole después que el poderoso ruc es el «amo» de algunos genios y efrits, entre ellos los de la lámpara mágica y el anillo encantado. El mito no da más información al respecto.

## El ruc en la cultura popular

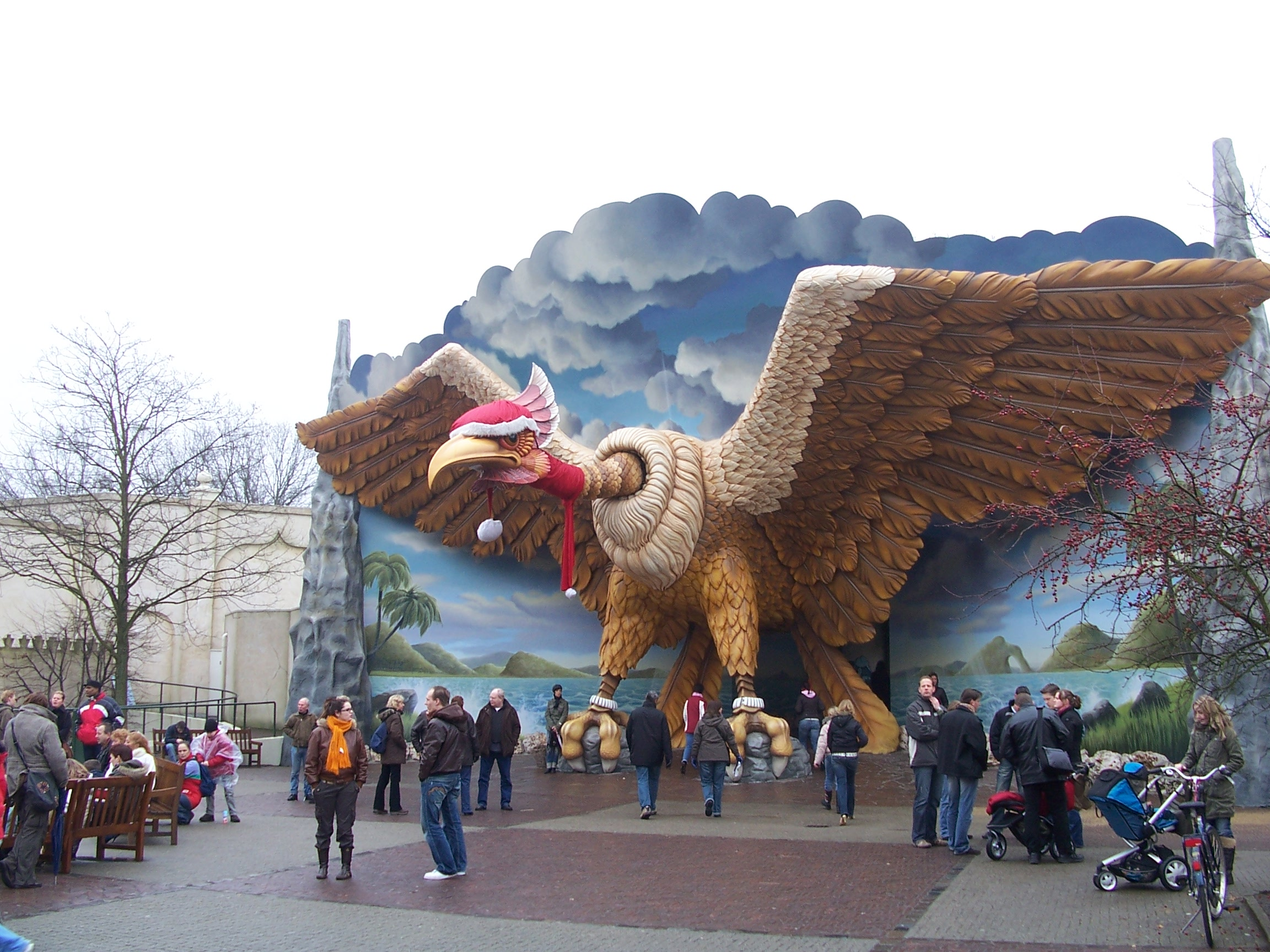
Vogel Rok /De Efteling

En la película Simbad y la princesa (de 1958, cuyo título original en inglés es The 7th Voyage of Sinbad, literalmente: El séptimo viaje de Simbad), el ruc aparece representado como una gigantesca y monstruosa ave de dos cabezas. La técnica de efectos especiales utilizada para dar vida al ruc en la pantalla fue la stop motion asegurada por el artista Ray Harryhausen (1920-2013).
El ruc también es mencionado en la saga de videojuegos The Legend of Zelda (bajo la forma rock bird). Tanto su pluma como la capa confeccionada con plumas de esta ave proporcionan una ligereza increíble, dando a Link la capacidad de saltar o de planear tras un salto (sólo en juegos de vista aérea).
En el MMORPG Adventure Quest Worlds, la segunda Bestia del Caos, invocada por el Tercer Señor del Caos (el Dragonlord Vath), es un ruc de piedra (llamado rock roc en el juego debido al idioma). En otro MMORPG, Silkroad online, Roc es uno de los llamados monstruos únicos y aparece solo una vez al día. Para derrotarlo se necesitan muchos jugadores de gran nivel, generalmente casi todos los jugadores top de un servidor trabajando en equipo, siendo de otra manera imposible al ser la criatura más poderosa del juego.
En el juego de cartas coleccionables Magic: el encuentro, el roc, como criatura, es representado en múltiples cartas de juego desde la expansión Arabian Nights (diciembre de 1993), con una clara inspiración en las fábulas y cuentos de Las mil y una noches, hasta su última aparición en Magic 2011 como «huevo de roc».
En el videojuego Heroes of Might and Magic III, es una unidad jugable que se puede reclutar en la ciudad "Stronghold".
También en el último juego de la saga Golden Sun (Golden Sun: Dark Dawn), el roc imperial es una criatura cuyas plumas permiten construir el ala ligera, una máquina que vuela con la psinergía del usuario. El ave guarda en su interior el orbe volcánico, que contiene la energía necesaria para activar la Torre del Eclipse.
En el famoso juego de rol Dungeons & Dragons, el roc es una criatura que aparece en el Manual de Monstruos, bastante semejante a la de la leyenda, pudiendo ser blanco, marrón o incluso amarillo. También se le conoce una versión más poderosa, el colorido Roc del caos, propio del Manual de Monstruos II.
En la serie de figuras Monster in My Pocket, el roc es el Monstruo número  034, con un valor de 10 puntos.
En el videojuego de estrategia Age of Mythology aparece como una unidad de transporte aéreo, pudiendo ser utilizado si la civilización del jugador es egipcia y elige adorar a la diosa Hator en la Edad Heroica.
En el manga y anime One piece se le da el nombre de "Red Roc" a un ataque de Monkey D. Luffy.